# Perumbavoor
Perumbavoor är en ort i Indien.   Den ligger i distriktet Ernākulam och delstaten Kerala, i den södra delen av landet, 2 100 km söder om huvudstaden New Delhi. Perumbavoor ligger 12 meter över havet och antalet invånare är 26 550.
Terrängen runt Perumbavoor är platt. Runt Perumbavoor är det tätbefolkat, med 659 invånare per kvadratkilometer. Närmaste större samhälle är Kalamassery, 16,9 km väster om Perumbavoor. I omgivningarna runt Perumbavoor växer huvudsakligen savannskog.